# Cezary Stryjak
Cezary Andrzej Stryjak (ur. 6 lipca 1964 w Chorzowie) – polski polityk, poseł na Sejm III i IV kadencji.

## Życiorys
W 2004 ukończył studia licencjackie w Wyższej Szkole Pedagogicznej TWP w Warszawie, następnie magisterskie na Uniwersytecie Śląskim. W latach 80. pracował w Wojewódzkiej Usługowej Spółdzielni Inwalidów jako mechanik samochodowy, następnie do 1997 w prywatnej spółce.
Był posłem III i IV kadencji wybranym w okręgach katowickich: nr 16 i nr 31 z listy Sojuszu Lewicy Demokratycznej. W 2004 przeszedł do Socjaldemokracji Polskiej. W 2005, 2007 i 2011 bez powodzenia kandydował ponownie do Sejmu.
Od 2006 do 2010 pełnił funkcję radnego sejmiku śląskiego. Został także jednym z liderów Ruchu Społecznego NIE.
W marcu 2010 złożył wniosek o samorozwiązanie SDPL. Wkrótce po jego nieprzyjęciu opuścił partię. W tym samym roku ubiegał się o urząd prezydenta Chorzowa z ramienia SLD, zajmując 5. miejsce spośród 6 kandydatów. Nie uzyskał także reelekcji w wyborach do sejmiku. Ponownie został członkiem SLD. W 2014 bezskutecznie kandydował do rady Chorzowa.